# Джок, Дуач
Дуач Джон Джок (англ. Duach John Jock; 20 декабря 1986, Гамбела, Эфиопия) — южносуданский футболист, центральный защитник.

## Биография
Джок родился в Эфиопии в семье беженцев с юга Судана. Когда ему было восемь лет, его семья иммигрировали в США, где сперва поселилась в штате Техас, а через год переехала в Сан-Диего. Старший брат Дуача — Чарльз, американский легкоатлет — бегун на средние дистанции, участник Олимпийских игр 2016.
В 2005—2008 годах Джок обучался в Университете Назарянина в Пойнт-Ломе и играл за университетскую футбольную команду.
В 2011—2012 годах выступал за команду Национальной премьер-лиги «Сан-Диего Флэш».
В 2013 году Джок присоединился к новообразованному клубу «Лос-Анджелес Блюз» из USL Pro. В третьей лиге США дебютировал 18 мая 2013 года в матче против «Ричмонд Кикерс». 7 июля 2013 года в матче против «Питтсбург Риверхаундс» забил свой первый гол в USL Pro. Всего в сезоне 2013 сыграл 14 матчей и забил два гола. В сезоне 2014 за клуб, переименованный в «Ориндж Каунти Блюз», сыграл только один матч.
В 2014—2015 годах вновь выступал за «Сан-Диего Флэш» в Национальной премьер-лиге.
В 2016 году выступал за команду «Норт Каунти Батталион» в Национальной премьер-лиге, а в 2017 году — за эту же команду, переименованную в «Сокал Сёрф», в Премьер-лиге развития.
За сборную Южного Судана Джок сыграл семь матчей в 2015—2018 годах.

## Статистика выступлений

### Клубная статистика
| Выступление        | Выступление      | Выступление      | Лига | Лига | Кубок | Кубок | Плей-офф | Плей-офф | Итого | Итого |
| Клуб               | Лига             | Сезон            | Игры | Голы | Игры  | Голы  | Игры     | Голы     | Игры  | Голы  |
| ------------------ | ---------------- | ---------------- | ---- | ---- | ----- | ----- | -------- | -------- | ----- | ----- |
| Ориндж Каунти Блюз | USL Pro          | 2013             | 14   | 2    | 1     | 0     | 1        | 0        | 16    | 2     |
| Ориндж Каунти Блюз | USL Pro          | 2014             | 1    | 0    | 0     | 0     | —        | —        | 1     | 0     |
| Ориндж Каунти Блюз | Итого            | Итого            | 15   | 2    | 1     | 0     | 1        | 0        | 17    | 2     |
| Всего за карьеру   | Всего за карьеру | Всего за карьеру | 15   | 2    | 1     | 0     | 1        | 0        | 17    | 2     |

Источники: Transfermarkt, Soccerway.

### Международная статистика
| Команда     | Год   | Игры | Голы |
| ----------- | ----- | ---- | ---- |
| Южный Судан |       |      |      |
| 2015        | 4     | 0    |      |
| 2016        | 2     | 0    |      |
| 2018        | 1     | 0    |      |
| Всего       | Всего | 7    | 0    |

Источник: National Football Teams.